# Renaud Van Ruymbeke
Renaud Van Ruymbeke (19 de agosto de 1952 - 10 de mayo de 2024) fue un magistrado de investigación francés, conocido por especializarse en casos de corrupción política y financiera. Investigó el asunto de las fragatas franco-taiwanesas, que estaba relacionado con el Clearstream, y el asunto Urba.
Van Ruymbeke murió de cáncer a la edad de 71 años.

## Biografía

### Orígenes
Su padre, André Van Ruymbeke (1921-2012), antiguo alumno de la Escuela Nacional de Administración (promoción Croix-de-Lorraine), administrador civil honorario, fue director general de la Norman Dairy Union y luego presidente de la empresa Formançais. Su madre provenía de una familia de clase trabajadora del Norte, y trabajaba en el Ministerio de la Marina Mercante. El tiene dos hermanos: Olivier van Ruymbeke, también antiguo alumno de la ENA (promoción Henri-François-d'Aguesseau), antiguo maestro de peticiones al Consejo de Estado, y Bertrand Van Ruymbeke, historiador. Su abuelo Paul conocido como Bobby De Ruymbeke y tres de sus tíos abuelos, belgas, fueron futbolistas del Olympique de Marsella.
Renaud Van Ruymbeke pasó toda su juventud en Cachan.

## Carrera
En febrero de 1975, Renaud Van Ruymbeke inició su carrera como magistrado. En 1977, tras realizar una maestría en Derecho, se licenció en la Escuela Nacional de la Magistratura y fue nombrado juez de instrucción en Caen. De 1983 a 1985 fue fiscal adjunto en la sección financiera de Caen. Luego abandonó la fiscalía para seguir siendo independiente.
Entre diciembre de 1985 y diciembre de 1988 se desempeñó como profesor de la Escuela Nacional de Magistratura. Luego, en diciembre de 1988, fue nombrado asesor del Tribunal de Apelación de Rennes. A finales de 1991 fue destinado a la sala de instrucción del Tribunal de Apelación de Rennes. Fue durante este período, en 1996, que firmó el llamamiento de Ginebra contra la corrupción.
En abril de 2000, ingresó en el Tribunal Superior de París, como primer juez de instrucción  en el departamento financiero. En 2013, fue nombrado vicepresidente primero encargado de la investigación del Tribunal Superior de París.